# Stadion Rajko Mitić
Stadion Rajko Mitić (Стадион Рајко Митић), tidigare kallad Stadion Crvena Zvezda (Стадион Црвена Звезда), är en fotbollsarena i Belgrad i Serbien. Arenan är hemmaarena för Röda stjärnan.
Arenan invigdes den 1 september 1963 och kallas även för Marakana efter Brasiliens nationalarena Maracanã, som 1963 var världens största.
Publikrekordet är 110 000 åskådare. Numera, efter att alla läktarsektioner byggts om till sittplatser, tar arenan 55 538 åskådare. Här spelades bland annat fotbollsmatcher som Europacupfinalen 1973, där AFC Ajax besegrade Juventus FC med 1-0. Även Europamästerskapsfinalen 1976, där Tjeckoslovakien besegrade Tyskland med 5-3 efter straffsparksläggning.
Arenan döptes i december 2014 om för att ära klubblegendaren Rajko Mitić.

### Fotnoter
1. ↑  ”Marakana”. Svenska fans. 12 februari 2012. https://www.svenskafans.com/europa/280276.aspx. Läst 6 augusti 2018.
2. ↑  David Berg (27 juni 2018). ”Maracanã eller Marakana”. Svenska fans. https://www.svenskafans.com/varlden/maracana-eller-marakana-589168.aspx. Läst 6 augusti 2018.
3. ↑  Marcus Leifby (6 maj 2008). ”Panenka – mannen med nerver av stål” (på svenska). Sportbladet. https://www.aftonbladet.se/sportbladet/fotboll/a/9mkr59/panenka--mannen-med-nerver-av-stal. Läst 6 augusti 2018.
4. ↑  ”Stadion Rajko Mitić” (på engelska). Stadium Database. http://stadiumdb.com/stadiums/ser/marakana. Läst 6 augusti 2018.